# Équipe d'Azerbaïdjan masculine de volley-ball
Cet article traite de l'équipe masculine. Pour l'équipe féminine, voir Équipe d'Azerbaïdjan féminine de volley-ball.
L'équipe d'Azerbaïdjan de volley-ball est composée des meilleurs joueurs azerbaïdjanais sélectionnés par la Fédération azerbaïdjanaise de volley-ball (Azerbaycan Voleybol Federasiyasi, AVF). Elle est actuellement classée au 96e rang de la Fédération internationale de volley-ball au 21 juillet 2014.

## Sélection actuelle
Sélection pour les Qualifications aux championnats d'Europe de 2011.

Entraîneur : Sahib Aliyev  ; entraîneur-adjoint : Yuriy Kartalis 

## Palmarès et parcours

### Parcours

#### Ligue européenne
| - 2004 : Non participant - 2005 : Non participant - 2006 : Non participant - 2007 : Non participant - 2008 : Non participant - 2009 : Non participant - 2010 : Non participant - 2011 : Non participant - 2012 : Non participant - 2013 : Non participant | - 2014 : 9e |